# Weißkeißel
Weißkeißel (szorb nyelven Wuskidź) település Németországban, azon belül Szászország tartományban. Lakosainak száma 1220 fő (2023. december 31.).

## Népesség
A település népességének változása:
| Lakosok száma | 1331 | 1291 | 1260 | 1223 | 1220 |
|               | 2017 | 2019 | 2021 | 2022 | 2023 |